# 1 500 mètres féminin aux championnats du monde d'athlétisme 2017
Pour un article plus général, voir Championnats du monde d'athlétisme 2017.
Navigation
Pékin 2015 Doha 2019
L'épreuve du 1 500 mètres féminin des championnats du monde de 2017 se déroule du 4 au 7 août 2017 dans le Stade olympique de Londres, au Royaume-Uni. Elle est remportée par la Kényane Faith Kipyegon.

## Critères de qualification
Pour se qualifier pour les championnats, il faut avoir réalisé 4 min 7 s 50 ou moins sur 1 500 m ou 4 min 26 s 70 ou moins sur le mile, et ce entre le 1er octobre 2016 et le 23 juillet 2017.

## Médaillées
| Or             | Argent           | Bronze         |
| Faith Kipyegon | Jennifer Simpson | Caster Semenya |

## Résultats

### Finale
| Rang               | Athlète           | Pays           | Temps   | Notes |
| ------------------ | ----------------- | -------------- | ------- | ----- |
| Médaille d'or      | Faith Kipyegon    | Kenya          | 4:02.59 |       |
| Médaille d'argent  | Jennifer Simpson  | États-Unis     | 4:02.76 |       |
| Médaille de bronze | Caster Semenya    | Afrique du Sud | 4:02.90 | SB    |
| 4                  | Laura Muir        | Royaume-Uni    | 4:02.97 |       |
| 5                  | Sifan Hassan      | Pays-Bas       | 4:03.34 |       |
| 6                  | Laura Weightman   | Royaume-Uni    | 4:04.11 |       |
| 7                  | Angelika Cichocka | Pologne        | 4:04.16 |       |
| 8                  | Rababe Arafi      | Maroc          | 4:04.35 |       |
| 9                  | Meraf Bahta       | Suède          | 4:04.76 |       |
| 10                 | Malika Akkaoui    | Maroc          | 4:05.87 |       |
| 11                 | Hanna Klein       | Allemagne      | 4:06.22 |       |
| 12                 | Genzebe Dibaba    | Éthiopie       | 4:06.72 |       |

### Demi-finales
Qualification : Les 5 premières de chaque série (Q) et les 2 meilleurs temps (q) sont qualifiés pour la finale.
| Rang | Série | Nom                     | Nationalité    | Temps   | Notes |
| ---- | ----- | ----------------------- | -------------- | ------- | ----- |
| 1    | 1     | Faith Kipyegon          | Kenya          | 4:03.54 | Q     |
| 2    | 1     | Laura Muir              | Royaume-Uni    | 4:03.64 | Q     |
| 3    | 2     | Sifan Hassan            | Pays-Bas       | 4:03.77 | Q     |
| 4    | 1     | Caster Semenya          | Afrique du Sud | 4.03:80 | Q     |
| 5    | 1     | Angelika Cichocka       | Pologne        | 4:03.96 | Q     |
| 6    | 2     | Meraf Bahta             | Suède          | 4:04.04 | Q     |
| 7    | 1     | Hanna Klein             | Allemagne      | 4:04.45 | Q     |
| 8    | 1     | Genzebe Dibaba          | Éthiopie       | 4:05.33 | q     |
| 9    | 2     | Jennifer Simpson        | États-Unis     | 4:05.40 | Q     |
| 10   | 2     | Laura Weightman         | Royaume-Uni    | 4:05.63 | Q     |
| 11   | 2     | Malika Akkaoui          | Maroc          | 4:05.73 | Q     |
| 12   | 1     | Rababe Arafi            | Maroc          | 4:05.75 | q     |
| 13   | 2     | Sofia Ennaoui           | Pologne        | 4:05.80 |       |
| 14   | 1     | Zoe Buckman             | Australie      | 4:05.93 |       |
| 15   | 2     | Winny Chebet            | Kenya          | 4:06.29 |       |
| 16   | 2     | Konstanze Klosterhalfen | Allemagne      | 4:06.58 |       |
| 17   | 2     | Sarah McDonald          | Royaume-Uni    | 4:06.73 |       |
| 18   | 2     | Sara Vaughn             | États-Unis     | 4:06.83 |       |
| 19   | 2     | Besu Sado               | Éthiopie       | 4:07.65 |       |
| 20   | 1     | Nicole Sifuentes        | Canada         | 4:07.92 |       |
| 21   | 2     | Gabriela Stafford       | Canada         | 4:08.51 |       |
| 22   | 1     | Jessica Judd            | Royaume-Uni    | 4:10.14 |       |
| 23   | 1     | Kate Grace              | États-Unis     | 4:16.70 |       |
| 24   | 1     | Gudaf Tsegay            | Éthiopie       | 4:22.01 |       |

### Séries
Qualification : Les 6 premières de chaque série (Q) et les 6 meilleurs temps(q) sont qualifiées pour les demi-finales.
| Rang | Série | Nom                       | Nationalité             | Temps   | Notes |
| ---- | ----- | ------------------------- | ----------------------- | ------- | ----- |
| 1    | 1     | Genzebe Dibaba            | Éthiopie                | 4:02.67 | Q     |
| 2    | 1     | Caster Semenya            | Afrique du Sud          | 4:02.84 | Q, SB |
| 3    | 3     | Faith Kipyegon            | Kenya                   | 4:03.09 | Q     |
| 4    | 1     | Winny Chebet              | Kenya                   | 4:03.19 | Q     |
| 5    | 3     | Meraf Bahta               | Suède                   | 4:03.23 | Q     |
| 6    | 1     | Angelika Cichocka         | Pologne                 | 4:03.27 | Q     |
| 7    | 3     | Sofia Ennaoui             | Pologne                 | 4:03.35 | Q, SB |
| 8    | 3     | Laura Weightman           | Royaume-Uni             | 4:03.50 | Q     |
| 9    | 3     | Besu Sado                 | Éthiopie                | 4:03.55 | Q     |
| 10   | 3     | Konstanze Klosterhalfen   | Allemagne               | 4:03.60 | Q     |
| 11   | 1     | Rababe Arafi              | Maroc                   | 4:03.67 | Q     |
| 12   | 1     | Jessica Judd              | Royaume-Uni             | 4:03.73 | Q, PB |
| 13   | 3     | Gabriela Stafford         | Canada                  | 4:04.55 | q, PB |
| 14   | 3     | Sara Vaughn               | États-Unis              | 4:04.56 | q, PB |
| 15   | 1     | Kate Grace                | États-Unis              | 4:04.76 | q     |
| 16   | 1     | Nicole Sifuentes          | Canada                  | 4:05.24 | q, SB |
| 17   | 1     | Zoe Buckman               | Australie               | 4:05.44 | q     |
| 18   | 3     | Sarah McDonald            | Royaume-Uni             | 4:05.48 | q, PB |
| 19   | 1     | Fantu Worku               | Éthiopie                | 4:05.81 | PB    |
| 20   | 1     | Marta Pérez               | Espagne                 | 4:05.82 | PB    |
| 21   | 3     | Solange Pereira           | Espagne                 | 4:06.63 |       |
| 22   | 1     | Amela Terzić              | Serbie                  | 4:08.55 |       |
| 23   | 2     | Sifan Hassan              | Pays-Bas                | 4:08.89 | Q     |
| 24   | 2     | Jennifer Simpson          | États-Unis              | 4:08.92 | Q     |
| 25   | 2     | Gudaf Tsegay              | Éthiopie                | 4:08.96 | Q     |
| 26   | 2     | Laura Muir                | Royaume-Uni             | 4:08.97 | Q     |
| 27   | 3     | Georgia Griffith          | Australie               | 4:08.99 |       |
| 28   | 2     | Malika Akkaoui            | Maroc                   | 4:09.05 | Q     |
| 29   | 3     | Margherita Magnani        | Italie                  | 4:09.15 |       |
| 30   | 2     | Hanna Klein               | Allemagne               | 4:09.32 | Q     |
| 31   | 2     | Karoline Bjerkeli Grøvdal | Norvège                 | 4:09.56 |       |
| 32   | 2     | Marta Pen Freitas         | Portugal                | 4:10.22 |       |
| 33   | 2     | Linden Hall               | Australie               | 4:10.51 |       |
| 34   | 1     | Ciara Mageean             | Irlande                 | 4:10.60 |       |
| 35   | 2     | Claudia Bobocea           | Roumanie                | 4:11.20 |       |
| 36   | 3     | Muriel Coneo              | Colombie                | 4:11.98 | SB    |
| 37   | 2     | Meryem Akda               | Turquie                 | 4:12.51 |       |
| 38   | 2     | Sheila Reid               | Canada                  | 4:13.12 |       |
| 39   | 2     | Judy Kiyeng               | Kenya                   | 4:13.65 |       |
| 40   | 2     | Esther Chebet             | Ouganda                 | 4:14.12 |       |
| 41   | 3     | Tamara Amroush            | Jordanie                | 4:21.81 |       |
| 42   | 2     | Eliane Saholinirina       | Madagascar              | 4:23.56 | SB    |
| 43   | 3     | Angelina Nadi             | Athlètes réfugiés (ART) | 4:33.54 | PB    |
| —    | 1     | Simona Vrzalová           | République tchèque      | DNF     |       |

## Légende
Records et Performances
- AR : Record continental (area record)
- CR : Record des championnats (championship record)
- MR : Record du meeting (meet record)
- NR : Record national (national record)
- OR : Record olympique (olympic record)
- PR : Record paralympique (paralympic record)
- PB : Record personnel (personal best)
- SB : Meilleure performance personnelle de la saison (season's best)
- WL : Meilleure performance mondiale de l'année (world leader)
- WJR : Record du monde junior (world junior record)
- WR : Record du monde (world record)

Circonstances et Conditions
- DNF : N'a pas terminé (did not finish)
- DNS : N'a pas pris le départ (did not start)
- DQ : Disqualification (disqualification)
- NM : Aucun essai valable enregistré (No Mark)
- Q : Qualifié « directement » au prochain tour (ou à la prochaine compétition), lors d'une compétition majeure, grâce au classement ou à la réalisation des minima (automatic qualifier)
- q : Qualifié au prochain tour (ou à la prochaine compétition), lors d'une compétition majeure, grâce au repêchage ou à la réalisation de l'une des meilleures performances parmi celles des « non qualifiés directement » (grâce au meilleur temps ou à la meilleure distance par exemple) (secondary qualifier)